# International Microwave Symposium
Das International Microwave Symposium (IMS) (eigentlich: IEEE MTT-S International Microwave Symposium; zuweilen auch genannt: Microwave Week oder MTT-Show) ist eine jährlich in den Vereinigten Staaten stattfindende internationale wissenschaftliche Konferenz zum Thema Mikrowellentechnik. Die Konferenzsprache ist Englisch.

## Symposium
Das IMS ist das weltweit größte Treffen der internationalen Mikrowellen-Gemeinschaft, also der Menschen, die sich professionell (als Wissenschaftler oder Ingenieure) mit dem Thema Hochfrequenztechnik, insbesondere Hochfrequenzmesstechnik, und Mikrowellen befassen. Die Besucherzahl lag in den letzten Jahren um die 10.000.
Das IMS wird von der IEEE Microwave Theory and Techniques Society (MTT-S) organisiert und gesponsert. Begleitet wird die wissenschaftliche Konferenz durch eine kommerzielle Ausstellung, auf der Produkte und Dienstleistungen zum Thema vorgestellt werden.
Das europäische Pendant zur IMS ist die Europäische Mikrowellenkonferenz (EuMC).

## Geschichte
Aus den Reihen des amerikanischen Berufsverbandes von Ingenieuren, des Institute of Radio Engineers (IRE), bildete sich im Jahr 1952 ein Zusammenschluss von Spezialisten für Mikrowellentechnik, die Professional Group of Microwave Theory and Techniques (PGMTT). Deren erstes Symposium, das fortan jährlich ausgerichtet wurde, fand noch im selben Jahr in New York City statt. Den etwa 210 Teilnehmern wurden mindestens zehn Fachartikel präsentiert.
Ab 1957 wurde der Rahmen deutlich vergrößert und der Name in PGMTT National Symposium geändert. Der Morgen des 9.  Mai 1957, an dem der zweitägige Kongress, wieder in New York City, begann, kann als die Geburtsstunde des Symposiums aufgefasst werden, das später als das IMS bekannt wurde. Nachdem es zuvor stets im Nordosten der Vereinigten Staaten ausgerichtet worden war, wechselte es ab 1958 auch an die Westküste, beginnend mit Stanford.
Anfang 1963 fusionierte das IRE mit dem American Institute of Electrical Engineers (AIEE) zum heutigen Institute of Electrical and Electronics Engineers (IEEE). Dieses hatte zu Beginn rund 150.000 Mitglieder, von denen etwa 140.000 Amerikaner waren. Im Bemühen, den Berufsverband und auch die Konferenz zu internationalisieren, wurde das National Symposium in  International Symposium umbenannt. Die nun erfolgende verstärkte internationale Beteiligung ließ die Teilnehmerzahl auf einen neuen Rekordwert von 794 ansteigen.
Ab 1972 wurde das Symposium um eine zeitgleich stattfindende (zunächst kleine) Messe erweitert, auf der Hersteller ihre Mikrowellengeräte und Komponenten präsentieren konnten. Ende der 1970er-Jahre und im Laufe der 1980er-Jahre expandierte die Veranstaltung schnell. So betrug im Jahr 1983 die Teilnehmerzahl des inzwischen fünftägigen Symposiums in Boston 5128, wobei 276 Beiträge eingereicht und davon 166 präsentiert wurden.
1995 wurde die Veranstaltung erneut umbenannt und bekam ihren heutigen Namen. Seitdem ist sie immer weiter gewachsen. Im Jahr 2019 besuchten die IMS nahezu 9500 Teilnehmer aus über 50 Ländern und die Messe verzeichnete etwa 650 ausstellende Unternehmen. Sie ist heute die weltweit größte Veranstaltung der Hochfrequenz- und Mikrowellenindustrie.